# Thomas Hellriegel
Thomas Hellriegel (* 14. Januar 1971 in Büchenau) ist ein ehemaliger deutscher Triathlet. Er ist sechsfacher Ironman-Sieger, der erste deutsche Gewinner der Ironman World Championship auf Hawaii (1997) und mehrfacher Deutscher Meister im Triathlon. Er wird in der Bestenliste deutscher Triathleten auf der Ironman-Distanz geführt.

## Werdegang
Thomas Hellriegel war als Kind und Jugendlicher zunächst über zehn Jahre lang als Handballer aktiv und brachte es dabei bis zum badischen Jugendauswahlspieler. Als Jugendlicher schloss er sich zusätzlich einem Schwimmverein an. Bereits als Neunzehnjähriger startete er während seiner Ausbildung zum Physiklaborant erstmals beim Ironman Europe in Roth. Als Zeitsoldat gehörte Thomas Hellriegel von 1992 bis 1996 – zeitweise gemeinsam mit Ralf Eggert und Normann Stadler – der Sportfördergruppe der Bundeswehr in Warendorf an. 1992 gewann er sowohl die Deutschen Meisterschaften auf der olympischen Distanz beim Köln-Triathlon wie auch die ersten Militärweltmeisterschaften in Sassenberg, bei der Weltmeisterschaft in Huntsville (Kanada) wurde er 1992 Sechster. Einen klaren Sieg errang er über die Mitteldistanz beim Dornstetter Nagoldstausee-Triathlon. 1993 in Echternach wurde Hellriegel Vize-Europameister hinter dem Briten Simon Lessing.
Nach einem Triumph 1994 beim Allgäu Triathlon in Immenstadt und einem erneuten Ausflug auf die Langdistanz als Fünfter bei der ITU-Weltmeisterschaft beim Triathlon International de Nice folgte im Mai 1995 der Ironman in den Lavafeldern der Kanareninsel Lanzarote – den der damals 24-jährige Hellriegel als bis dahin jüngster Athlet – vor dem Vorjahressieger Niederländer Frank Heldoorn, im Jahr zuvor Siebter beim Ironman Hawaii gewesen, gewann.
Nachdem nicht die erhoffte Nominierung durch die DTU zur Europameisterschaft erfolgt war, entschloss sich Hellriegel 1995 kurzfristig zu einem Start sechs Wochen später beim Ironman Europe im fränkischen Roth gegen internationale Stars der damaligen Szene wie Péter Kropkó, Greg Welch, dem US-Amerikaner Ray Browning und Stefan Holzner, drei Monate zuvor Sieger des Ironman New Zealand. Der bis dahin weitgehend unbekannte Hellriegel zeigte der anwesenden Fachpresse bei 33 °C seine Vorliebe für heißes Wetter, als er mit dem für seine Parforce-Ritte auf dem Rad bekannten Jürgen Zäck – im Vorjahr mit der bis dahin zweitschnellsten weltweit jemals erzielten Zeit zum zweiten Mal Sieger in Roth gewesen – auf den 180 km mithielt und nur eine Minute hinter dem Koblenzer auf die Laufstrecke wechselte.

Auf dem Podium standen schließlich Jürgen Zäck, Thomas Hellriegel und Lothar Leder – die „Big-Three“, die von da an für rund ein Jahrzehnt die deutsche Triathlonszene dominierte. Im Oktober folgte Thomas Hellriegels Debüt bei der Ironman World Championship auf Hawaii, wo er auf der Radstrecke mit 4:29:37 h einen neuen Streckenrekord aufstellte und als erster mit dreizehn Minuten Vorsprung vor Triathlon-Legende Mark Allen auf die Laufstrecke ging. Erst fünf Kilometer vor dem Ziel konnte Mark Allen Hellriegel auf den zweiten Platz – die bis dahin beste Platzierung eines Deutschen beim Ironman Hawaii – verdrängen. Hellriegel wurde anschließend zum Triathlet des Jahres in Deutschland gewählt.
1996 startete Hellriegel – nach seinem Sieg zwei Monate zuvor beim Ironman Canada sowie dem Rücktritt Mark Allens – als Topfavorit beim Ironman Hawaii und unterbot in 4:24:50 h seinen Radrekord aus dem Vorjahr und stellte eine neue Bestzeit ein, die anschließend neun Jahre Bestand hatte und ihm den Spitznamen „Hell on wheels“ (Hölle auf Rädern) einbrachte. Diesmal hielt aber ein anderer Athlet das Tempo mit – der Belgier Luc Van Lierde musste aber in der Wechselzone eine dreiminütige Zeitstrafe absitzen. Hellriegel vergrößerte seinen Vorsprung zwischenzeitlich sogar auf 4:40 min, doch Van Lierde kam wieder heran und überholte Hellriegel letztlich an der gleichen Stelle wie im Vorjahr Mark Allen.

### Sieger Ironman Hawaii 1997
Im Juli 1997 knackte Thomas Hellriegel beim Ironman Europe in Roth in 7:57:50 Stunden die 8-Stunden-Marke beim Ironman – die erst im Vorjahr weltweit erstmals von einem Menschen durch Lothar Leder unterboten worden war. Hellriegels Zeit reichte in dem Jahr allerdings nicht einmal für das Siegerpodest: vor ihm waren noch Luc Van Lierde, Jürgen Zäck und Lothar Leder ins Ziel gelaufen.
Drei Monate später beim Ironman Hawaii ging Thomas Hellriegel – in Abwesenheit von Luc Van Lierde – diesmal erst als Zweiter mit drei Minuten Rückstand auf die Laufstrecke, konnte aber nach zwölf Kilometern Jürgen Zäck einholen. Drei Kilometer weiter gelang es ihm nicht nur sich abzusetzen, diesmal konnte er seine Führung bis ins Ziel verteidigen. Dritter hinter Zäck wurde Lothar Leder, insgesamt kamen an diesem Tag neun der ersten 22 Männer im Ziel aus Deutschland.

Für den ersten Triumph eines deutschen Triathleten bei den Ironman World Championship erhielt Hellriegel 35.000 US-Dollar Preisgeld. Eine Woche später saßen Hellriegel und Zäck als Studiogäste im Aktuellen Sportstudio.
Thomas Hellriegel ist einer der erfolgreichsten deutschen Triathleten auf der Langdistanz. Sechs Mal war er bester deutscher Teilnehmer beim Ironman Hawaii, acht Mal kam er dort in die Preisgeldränge in den Top Ten. Mit vier Podiumsplatzierungen bei der „Flower Ceremony“ war er viele Jahre der erfolgreichste Deutsche beim Ironman Hawaii, erst 2015 verdrängte ihn Andreas Raelert diesbezüglich auf den zweiten Platz. Da Thomas Hellriegel als Hawaii-Sieger ein lebenslanges Startrecht zustand, startete er von 1995 an jedes Jahr beim Ironman Hawaii, stieg jedoch von 2004 an (bis auf 2005 und 2010) jeweils nach dem zweiten Wechsel aus. Seit 2011 die Qualifikationskriterien geändert wurden und frühere Hawaii-Sieger zur Validierung noch an einem weiteren Ironman pro Jahr teilnehmen müssen, verzichtete er auf den Start, war aber häufig als Zuschauer vor Ort.
Thomas Hellriegel hat eine sehr große Konstanz bei seinen Wettkämpfen über viele Jahre gezeigt, so folgten auf seinen Hawaii-Sieg noch Siege bei seinen Ironman-Rennen auf Lanzarote (2003), Lake Placid (1999) und Neuseeland (2000). Erst sieben Jahre nach seinem Sieg beim Ironman Hawaii konnte dort wieder ein Deutscher triumphieren (Normann Stadler, 2004). Auf vielen Radstrecken, die Hellriegel im Rahmen seiner Rennen befuhr, konnte er neue Streckenrekorde aufstellen.
Für den PV-Triathlon Witten, ab 2003 für das Triathlon Team TG Witten startete Thomas Hellriegel in der Triathlon-Bundesliga.
Im November 2000 wurde die Gründung eines Profi-Teams unter dem Namen „Corpus Hilpoltstein“ bekannt gegeben, zu dem außerdem noch Stefan Holzner, Faris Al-Sultan und Markus Forster gehörten. 
Das Team wurde von fünf Sponsoren, darunter Opel, unterstützt, als Manager fungierte Jürgen Sesser, der Lebensgefährte und spätere Ehemann von Heidi Jesberger sowie als sportlicher Leiter Wolfgang Dittrich. 
Im November 2002 wurde Hellriegel auf einer Pressekonferenz als Teilnehmer der Challenge Roth 2003 zusammen mit Holzner und Forster vorgestellt. 
Ende 2002 erschien dann die Nachricht, dass das Team Corpus Hilpoltstein aufgelöst worden sei, Hellriegel zusammen mit Holzner und Forster beim Ironman in Frankfurt starten würden. Opel hatte kurz zuvor einen Drei-Jahres-Vertrag mit Xdream als Veranstalter abgeschlossen, um für 750.000 Euro jährlich Titelsponsor des Ironman Germany zu werden.
Wenige Monate später wurde dann die Gründung des „Opel Triathlon Team“ mit Thomas Hellriegel, Markus Forster, Stefan Holzner und Katja Schumacher bekanntgegeben. Mit dem Ende des Engagements von Opel wurde das Team 2005 wieder aufgelöst.
Einen geplanten Start bei der Challenge Roth im Juli 2015 musste Hellriegel aus gesundheitlichen Gründen absagen. Er trainiert die deutsche Triathletin Anja Ippach und lebt in Büchenau bei Karlsruhe.
Thomas Hellriegel startete im Juni 2018 im Team zusammen mit Faris Al-Sultan bei der Tour Transalp.
Stefan Hellriegel, der jüngere Bruder von Thomas Hellriegel, ist ebenfalls begeisterter Triathlet und war gemeinsam mit Björn Steinmetz Organisator des Kraichgau Triathlon-Festivals bzw. der Challenge Kraichgau.

## Auszeichnungen
- Bei der Wahl zum Sportler des Jahres 1997 wählten die rund 3000 Sportjournalisten im VDS Thomas Hellriegel auf den dritten Platz.[25]

- Für seine sportlichen Erfolge wurde Thomas Hellriegel im März 2003 in Berlin gemeinsam mit Anja Dittmer und Rainer Müller-Hörner mit dem Silbernen Lorbeerblatt der Bundesrepublik Deutschland geehrt.[26]

## Sportliche Erfolge
| Datum/Jahr    | Rang | Wettbewerb                                           | Austragungsort   | Zeit       | Bemerkung |
| ------------- | ---- | ---------------------------------------------------- | ---------------- | ---------- | --- |
| 8. Sep. 2013  | 13   | Ironman 70.3 Luxemburg                               | Remich           | 04:08:44   | |
| 26. Aug. 2012 | DNF  | Trans Vorarlberg Triathlon                           | Bregenz          | –          | beendete das Rennen nach dem Radbewerb                                                                                 |
| 5. Aug. 2012  | 1    | TriStar111 Estonia                                   | Otepää           | 03:13:12   | [ 27 ] |
| 15. Juli 2012 | 1    | TriStar111 Kufstein                                  | Kufstein         | 03:28:41   | Sieg bei der Premiere des TriStar Kufstein                                                                             |
| 10. Juni 2012 | 16   | ETU Middle Distance Triathlon European Championships | Kraichgau        | 04:12:52   | Europameisterschaft auf der Halbdistanz im Rahmen der Challenge Kraichgau                                              |
| 14. Aug. 2011 | 10   | Ironman 70.3 Germany                                 | Wiesbaden        | 04:25:51   | Ironman European Championship                                                                                          |
| 7. Aug. 2011  | 1    | TriStar111 Estonia                                   | Tallinn          | 03:12:53   | [ 29 ] |
| 22. Mai 2011  | 16   | Ironman 70.3 Austria                                 | St. Pölten       | 04:09:35,4 | [ 30 ] |
| 13. Juni 2010 | 5    | Bonn Triathlon                                       | Bonn             | 02:54:03   | 3,8 km Schwimmen rheinabwärts, 60 km Radfahren und 15 km Laufen                                                        |
| 6. Juni 2010  | 10   | Challenge Kraichgau                                  | Kraichgau        |            | Start mit Fußbeschwerden                                                                                               |
| 14. Juni 2009 | 8    | Challenge Kraichgau                                  | Kraichgau        | 04:08:44   | auf der Mitteldistanz                                                                                                  |
| 4. Juli 2008  | 1    | Linz-Triathlon                                       | Linz             | 03:59:45   | Sieg vor dem Österreicher Werner Leitner auf der halben Ironman-Distanz                                                |
| 10. Juli 2007 | 2    | Kraichgau Triathlon Festival                         | Kraichgau        |            | Zweiter auf der Mitteldistanz                                                                                          |
| 19. Aug. 2007 | 7    | Ironman 70.3 Germany                                 | Wiesbaden        |            | |
| 11. Juni 2006 | 3    | Kraichgau Triathlon Festival                         | Kraichgau        |            | |
| 2004          | 8    | Buschhütten Triathlon                                | Buschhütten      |            | |
| 2004          | 2    | Kohler Haardman                                      | Oer-Erkenschwick | 03:43:20   | Zweiter auf der Mitteldistanz (2 km Schwimmen, 81,2 km Radfahren und 20 km Laufen) hinter Timo Bracht                  |
| 9. Aug. 2003  | 4    | DTU Deutsche Triathlon-Meisterschaft Mitteldistanz   | Kulmbach         |            | Deutsche Triathlon-Meisterschaft auf der Mitteldistanz                                                                 |
| 26. Juli 2003 | 14   | Alpen-Triathlon                                      | Schliersee       | 02:06:35   | hinter dem Sieger Hektor Llanos (1,5 km Schwimmen, 40 km Radfahren und 10 km Laufen)                                   |
| 22. Juni 2003 | 3    | Bonn-Triathlon                                       | Bonn             |            | über die Mitteldistanz (3,8 km Schwimmen, 60 km Radfahren und 15 km Laufen)                                            |
| 16. Juni 2002 | 2    | Bonn-Triathlon                                       | Bonn             |            | |
| 6. Mai 2001   | 13   | Buschhütten Triathlon                                | Buschhütten      |            | |
| 6. Aug. 2000  | 1    | Steel Town Man                                       | Linz             | 03:57:40   | 1,2 km Schwimmen, 90 km Radfahren und 21 km Laufen; Sieg mit über 13 min Vorsprung vor dem Zweiten (Wolfgang Dittrich) |
| 29. Juli 2000 | 1    | Müritz-Triathlon                                     | Waren (Müritz)   |            | |
| 26. Juli 1998 | 2    | Allgäu Triathlon                                     | Immenstadt       |            | |
| 1996          | 1    | Buschhütten Triathlon                                | Buschhütten      |            | |
| 26. Aug. 1995 | 1    | Trans Vorarlberg Triathlon                           | Bregenz          | 05:40:01   | |
| 5. Aug. 1995  | 2    | Alpen-Triathlon                                      | Schliersee       | 02:05:10   | |
| 1994          | 4    | ETU European Triathlon Middle Distance Championships | Nowe Mesto       |            | |
| 17. Juli 1994 | 2    | DTU Deutsche Meisterschaft Triathlon Kurzdistanz     | Witten           | 01:56:07   | Deutscher Vize-Meister auf der Kurzdistanz hinter Ralf Eggert, vor Roland Knoll                                        |
| 1994          | 1    | Allgäu Triathlon                                     | Immenstadt       |            | |
| 7. Aug. 1993  | 3    | DTU Deutsche Meisterschaft Triathlon Kurzdistanz     | Mengen           | 02:01:45   | Dritter bei der Deutschen Meisterschaft auf der Triathlon-Kurzdistanz – hinter Ralf Eggert und Rainer Müller           |
| 4. Juli 1993  | 2    | ETU European Triathlon Short Distance Championships  | Echternach       | 01:54:27   | hinter Simon Lessing, vor Rainer Müller-Hörner                                                                         |
| 16. Aug. 1992 | 1    | DTU Deutsche Triathlon-Meisterschaft Kurzdistanz     | Köln             | 01:49:57   | Deutsche Triathlon-Meisterschaft auf der Kurzdistanz vor Rainer Müller-Hörner                                          |
| 5. Juli 1992  | 2    | ETU European Triathlon Middle Distance Championships | Joroinen         | 03:39:17   | Vize-Europameister auf der Mitteldistanz (2,5 km Schwimmen, 80 km Radfahren und 20 km Laufen)                          |
| 23. Juni 1991 | 16   | Supersprint Serie                                    | Roth             | 01:58:13   | auf der olympischen Distanz (1,5 km Schwimmen, 40 km Radfahren und 10 km Laufen)                                       |

| Datum/Jahr    | Rang | Wettbewerb                      | Austragungsort   | Zeit     | Bemerkung                                                                             |
| ------------- | ---- | ------------------------------- | ---------------- | -------- | ------------------------------------------------------------------------------------- |
| 9. Okt. 2010  | 152  | Ironman Hawaii                  | Kailua-Kona      | 09:28:28 |                                                                                       |
| 10. Okt. 2009 | DNF  | Ironman Hawaii                  | Kailua-Kona      | –        |                                                                                       |
| 11. Okt. 2008 | DNF  | Ironman Hawaii                  | Kailua-Kona      | –        |                                                                                       |
| 13. Juli 2008 | 6    | Challenge Roth                  | Roth             | 08:25:19 | Deutscher Meister auf der Langdistanz                                                 |
| 13. Okt. 2007 | DNF  | Ironman Hawaii                  | Kailua-Kona      | –        |                                                                                       |
| 24. Juni 2007 | 4    | Challenge Roth                  | Roth             | 08:10:33 | Deutscher Meister auf der Langdistanz                                                 |
| 21. Okt. 2006 | DNF  | Ironman Hawaii                  | Kailua-Kona      | –        |                                                                                       |
| 20. Mai 2006  | 8    | Ironman Lanzarote               | Playa del Carmen | 09:15:21 |                                                                                       |
| 15. Okt. 2005 | 35   | Ironman Hawaii                  | Kailua-Kona      | 08:56:55 |                                                                                       |
| 16. Okt. 2004 | DNF  | Ironman Hawaii                  | Kailua-Kona      | –        |                                                                                       |
| 11. Juli 2004 | 7    | Ironman Germany                 | Frankfurt        | 08:35:52 | hinter dem Sieger Stefan Holzner                                                      |
| 13. Juli 2003 | 5    | Ironman Germany                 | Frankfurt        | 08:22:32 | hinter dem Sieger Stefan Holzner                                                      |
| 18. Okt. 2003 | 11   | Ironman Hawaii                  | Kailua-Kona      | 08:37:46 |                                                                                       |
| 17. Mai 2003  | 1    | Ironman Lanzarote               | Playa del Carmen | 08:56:44 |                                                                                       |
| 19. Okt. 2002 | 4    | Ironman Hawaii                  | Kailua-Kona      | 08:36:59 |                                                                                       |
| 14. Juli 2002 | 3    | Challenge Roth                  | Roth             | 08:21:53 |                                                                                       |
| 7. Apr. 2002  | 4    | Ironman Australia               | Forster          | 08:36:22 |                                                                                       |
| 6. Okt. 2001  | 3    | Ironman Hawaii                  | Kailua-Kona      | 08:47:40 |                                                                                       |
| 8. Juli 2001  | 5    | Ironman Europe                  | Roth             | 08:31:48 |                                                                                       |
| 14. Okt. 2000 | 5    | Ironman Hawaii                  | Kailua-Kona      | 08:33:34 |                                                                                       |
| 9. Juli 2000  | 2    | Ironman Europe                  | Roth             | 08:21:30 |                                                                                       |
| 4. März 2000  | 1    | Ironman New Zealand             | Taupō            | 08:22:46 | Sieg vor dem Neuseeländer Cameron Brown                                               |
| 23. Okt. 1999 | 6    | Ironman Hawaii                  | Kailua-Kona      | 08:28:49 |                                                                                       |
| 15. Aug. 1999 | 1    | Ironman USA                     | Lake Placid      | 08:36:59 |                                                                                       |
| 27. Juni 1999 | 2    | Ironman Europe                  | Roth             | 07:57:50 |                                                                                       |
| 3. Okt. 1998  | 8    | Ironman Hawaii                  | Kailua-Kona      | 08:45:21 |                                                                                       |
| 12. Juli 1998 | 6    | Ironman Europe                  | Roth             | 08:28:10 |                                                                                       |
| 18. Okt. 1997 | 1    | Ironman Hawaii                  | Kailua-Kona      | 08:33:01 | Triathlon World Championships (erster deutscher Sieger auf Hawaii)                    |
| 13. Juli 1997 | 4    | Ironman Europe                  | Roth             | 07:57:21 | persönliche Ironman-Bestzeit                                                          |
| 13. Apr. 1997 | 2    | Ironman Australia               | Port Macquarie   | 08:13:00 |                                                                                       |
| 26. Okt. 1996 | 2    | Ironman Hawaii                  | Kailua-Kona      | 08:06:07 | Zweiter hinter Luc Van Lierde                                                         |
| 24. Aug. 1996 | 1    | Ironman Canada                  | Penticton        | 08:09:53 |                                                                                       |
| 7. Okt. 1995  | 2    | Ironman Hawaii                  | Kailua-Kona      | 08:22:59 | erster Start auf Hawaii, Zweiter hinter Mark Allen (Triathlet)                        |
| 26. Aug. 1995 | 1    | Trans Vorarlberg Triathlon      | Lochau           |          | 3 km Schwimmen, 130 km Radfahren und 15 km Laufen                                     |
| 9. Juli 1995  | 2    | Ironman Europe                  | Roth             | 08:10:09 | hinter dem Sieger Jürgen Zäck                                                         |
| 6. Juni 1995  | 1    | Ironman Lanzarote               | Playa del Carmen | 08:35:37 | Sieg auf der Langdistanz (3,86 km Schwimmen, 180,2 km Radfahren und 42,195 km Laufen) |
| 25. Aug. 1994 | 5    | Triathlon International de Nice | Nizza            |          | ITU Weltmeisterschaft Triathlon Langdistanz                                           |
| 15. Juli 1990 | 56   | Ironman Europe                  | Roth             | 09:26:38 |                                                                                       |

(DNF – Did Not Finish)